# Luis Negreti
Luis Bernardino Negreti (Junín (Buenos Aires), Argentina, 20 de mayo de 1890 - ibídem, 4 de julio de 1936) fue un destacado poeta y compositor, autor además del Himno a Junín.

## Biografía
Negreti nació en Junín (Buenos Aires), Argentina, el 20 de mayo de 1890. Bohemio, romántico, soñador y noctámbulo, desde muy joven se entregó a la poesía, perpetuando en sus versos a las cosas cotidianas, la alegría y las miserias de la vida, los éxitos y los fracasos.
El 1 de abril de 1911, cuando tenía sólo 20 años de edad, fue uno de los fundadores del Club Atlético Sarmiento, y en 1919 fue vicepresidente de comparsa "Los Pelotaris", de activa participación en carnavales y veladas danzantes de la época.
En 1929 publicó "Mi ventana que da sobre la vida", libro de poesías de 141 páginas editado por Bases en La Plata y presentado en Junín el 16 de enero de 1930.
Uno de sus legados más importantes es el "Himno a Junín", con letra de Negreti y música de Ignacio Grau. Fue presentado el 28 de octubre de 1931 en el Teatro Italiano de Junín. También se destacó como autor de letras de tangos. En 1926 escribió "La reina del arrabal", con la colaboración del bandoneonista Juan Behety, y en 1931 "Mujer que yo quise tanto", con música de José Meccia.
Negreti falleció en Junín el 4 de julio de 1936, a los 46 años de edad. En su homenaje, en septiembre de ese año se estrenó el tango "Bohemio", con letra de Rodolfo Cristobo y música de Luis Cavagión. El 15 de junio de 1937 se publicó su libro póstumo "Sencillamente", que junto a "Mi ventana que da sobre la vida" serían sus obras de poesía más destacadas.

Himno a Junín
Juventud, juventud de mi pueblo
Soplo eterno de eterna ilusión
Elevemos con todo entusiasmo
Por Junín nuestra dulce canción.
Por Junín la ciudad del Oeste
Que es emporio de toda labor,
Cuyos hijos valientes y rudos
Son orgullo de patria y amor.
Por Junín cuyas bellas mujeres
Son emblema de gracia y candor,
Por sus nobles maestras de escuela
Que nos dictan la sana lección.
Por todos aquellos que dieron
En la santa profícua labor,
Por Junín la ciudad del Oeste
Su viril entusiasmo mejor.

Mi Bohemia
En el bar de la vida yo soy el peregrino
que duerme su tristeza con un vaso de vino,
esta tristeza mía, de modales huraños,
que es compañera mía de hace ya muchos años.
Ser un poco poeta, y otro poco bohemio,
es mi única gloria y mi único premio,
mientras cuido mis rosas con pueril misticismo,
en los viejos jardines de mi romanticismo.
No pedirle a la vida nada más que lo justo
y evitar la cicuta del amargo disgusto,
y tener para todos los hermanos menores
siempre llenas las manos de caricias y flores.
Es así mi bohemia, por lo triste y lo mansa,
como un sueño lejano que forjó la esperanza,
que florece a lo largo de mis noches y días,
para bien y consuelo de mis horas sombrías

## El recuerdo en Junín
El poeta del pueblo es recordado en Junín con una calle, una plaza, un monumento y un jardín de infantes.
- Calle Negreti: nace en la plaza homónima y recorre 30 cuadras a través de los barrios El Molino, San Francisco, Ramón Hernández y Martín Miguel de Güemes. Anteriormente llamada Ushuaia, se le asignó la actual denominación el 29 de mayo de 1948.
- Plaza Negreti: ubicada en el barrio El Molino, frente a la escuela 19 y al Cementerio Central. Recibió su denominación por ordenanza Nº 117 del 17 de septiembre de 1949.
- Monumento a Negreti: está emplazado en el Boulevard de los Trovadores, en Chile entre Guido Spano y Winter.
- Jardín de Infantes 916: ubicado en Bolívar 329, lleva el nombre del poeta juninense.